# Mario Artist
 (novembre 2018).
Si vous disposez d'ouvrages ou d'articles de référence ou si vous connaissez des sites web de qualité traitant du thème abordé ici, merci de compléter l'article en donnant les références utiles à sa vérifiabilité et en les liant à la section « Notes et références ».
Mario Artist est une suite de logiciels de dessin assisté par ordinateur sorti en 1999 sur Nintendo 64DD, uniquement au Japon. Le jeu a été développé par Nintendo EAD et édité par Nintendo.
Le logiciel original, Mario Artist:Paint Studio, a été suivi de plusieurs extensions : Mario Artist: Polygon Studio, Mario Artist: Talent Studio, Communication Kit. Ce dernier devait se connecter au service Randnet qui n'existe plus. 
D'autres titres auraient dû sortir mais furent annulés : Mario Artist: Game Maker, Mario Artist: Graphical Message Maker, Mario Artist: Sound Maker, et Mario Artist: Video Jockey Maker.